# Fyodor Shcherbatskoy
Fyodor Ippolitovich Shcherbatskoy ou Stcherbatsky (1866 – 1942) foi um indólogo russo que, em grande parte, foi responsável por lançar as bases do estudo acadêmico do pensamento budista no mundo ocidental. 
Stcherbatsky estudou no famoso Liceu Imperial Tsarskoye Selo e mais posteriormente na Universidade de São Petersburgo, onde Ivan Minayev e Sergey Oldenburg foram seus professores. Em 1897, ele e Oldenburg inauguraram a Bibliotheca Buddhica, uma biblioteca de textos budistas raros. 
Em 1903, ao retornar de uma viagem à Índia e Mongólia, Shcherbatskoy começou a escrever seu Teoria do conhecimento e lógica de acordo com buditas tardios. Em 1928 ele estabeleceu o Instituto Budista de Cultura em Leningrado. Sua obra Concepção do nirvana budista (1927), escrito em inglês, fez sensação no ocidente. Ele deu continuidade a esse padrão com sua principal obra em inglês, Lógia budista (1930–32) em dois volumes, que tem exercido uma imensa influência nos estudos budistas. 
Shcherbatskoy permaneceu pouco conhecido em seu país, porém sua extraordinária fluência em sânscrito e língua tibetana lhe trouxeram a admiração de Jawaharlal Nehru e Rabindranath Tagore. De acordo com Debiprasad Chattopadhyaya, "Stcherbatsky ajudou a nós – os indianos – a descobrirmos nosso próprio passado e a restaurar a perspectiva correta de nossa própria herança filosófica." A Encyclopædia Britannica de 2004 o aclamou como "a principal autoridade ocidental sobre filosofia budista".